# Phalanger ornatus
Phalanger ornatus (лат.) — вид сумчатых семейства поссумы (Phalangeridae).
Проживает на островах Хальмахера, Бачан и Моротай (Индонезия) на высотах от 0 до 1000 метров над уровнем моря. Живёт в первичных влажных тропических лесах, вторичных лесах, садах и других деградированных средах обитания.
В целом, нет серьёзных угроз для вида. Находится под давлением охоты в некоторых немусульманских частях ареала. Живёт на территории заповедника «Гора Сибель» (англ. Gunung Sibela Nature Reserve).